# Onderscheidingen in Anhalt
De hertogdommen van de Ascaniërs werden in de loop der eeuwen vele malen verdeeld en na het uitsterven van een tak van de familie weer samengevoegd. Soms volgde dan opnieuw een verdeling. Deze hertogdommen hebben in hun verschillende opeenvolgende verschijningsvormen ook ridderorden, Orden van Verdienste, eretekens, kruisen en medailles gekend. Zie daarvoor de Ridderorden in Anhalt. Hieronder de volgorde waarin zij werden ingesteld :

## De hertogdommen der Ascaniërs
Anhalt-Dessau

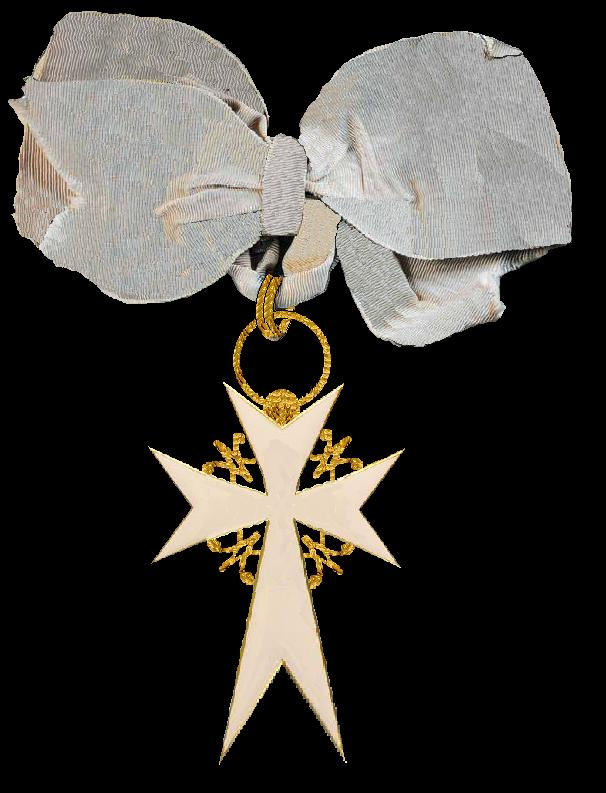
Isabella Charlotte droeg een kruis van de Orde van het Vertrouwen dat er zo uitzag. Reconstructie door Robert Prummel

- De Orde van het Vertrouwen
 (Frans: "Le Très Noble Ordre de la Fidélité")

Anhalt-Aschersleben

geen onderscheidingen
Anhalt-Bernburg
Anhalt-Bernburg kende geen ridderorde maar wel medailles en kruisen.
- De Gouden Medaille van Verdienste voor Kunst en Wetenschappen 1856 - 1863 (Duits: "Goldene Medaille für Verdienst um Kunst und Wissenschaft")
- De Zilveren Medaille van Verdienste voor Kunst en Wetenschappen 1856 - 1863 (Duits: "Silberne Medaille für Verdienst um Kunst und Wissenschaft")
- De Gouden Medaille voor 50 jaar Trouwe Dienst 1835 - 1863 (Duits: "Medaille für 50 Jahre Diensttreue in Gold")
- De Zilveren Medaille voor 50 Jaar Trouwe Dienst 1843 - 1863 (Duits: "Medaille für 50 Jahre Diensttreue in Silber")
- Het Herinneringsteken voor 1814 en 1815 (Duits: "Kriegsdenkzeichen für 1814, 1815")
- De Alexander Carl Herdenkingsmunt 1848 - 1849 (Duits: "Alexander Carl-Denkmünze 1848 - 1849 ")
- Het Kruis der Ie Klasse voor 50 Dienstjaren als Officier 1847 - 1863 (Duits: "Dienstauszeichnung-Kreuz Ier Klasse für 50 Jahre der Offiziere")
- Het Kruis der IIe Klasse voor 25 Dienstjaren als Officier 1847 - 1863 (Duits: "Dienstauszeichnung-Kreuz IIer Klasse für 25 Jahre der Offiziere")
- De Onderscheiding Ie Klasse voor 21 Dienstjaren 1847 - 1864 (Duits: "Dienstauszeichnung Ier Klasse für 21 Dienstjahre")

Deze drie onderscheidingen hebben de vorm van verguld bronzen, zilveren en ijzeren gespen op een klein stukje lint, in het Duits een "Schnalle" geheten.
- De Onderscheiding IIe Klasse voor 15 Dienstjaren 1847 - 1864 (Duits: "Dienstauszeichnung IIer Klasse für 15 Dienstjahre")
- De Onderscheiding IIIe Klasse voor 9 Dienstjaren 1847 - 1864 (Duits: "Dienstauszeichnung IIIer Klasse für 9 Dienstjahre")

Anhalt-Dessau en Anhalt-Bernburg
De twee hertogdommen kenden een gezamenlijke onderscheiding.
- Het Ereteken van Verdienste voor Redding uit Gevaar 1850 - 1918 (Duits:"Verdienst-Ehrenzeichen für Rettung aus Gefahr")

Anhalt-Köthen
Anhalt-Köthen kende een ridderorde:
- De Orde van Verdienste (Duits: "Verdienstorden")

De in 1617 door Lodewijk I van Anhalt-Köthen ingestelde "Fruchtbringende Gesellschaft", een taalkundig genootschap dat de Duitse taal bestudeerde werd, naar het vignet, ook wel Palmorde, in het Duits "Palmenorden" genoemd. Na de dood van de stichter werd het een hoforde.
Daarnaast waren er de volgende onderscheidingen.
- Het Hertogelijk Monogram "F" met Briljanten (Duits: "Herzögliche Namens-Chiffre mit Brillanten")
- Het Hertogelijk Monogram "H" met Briljanten (Duits: "Herzögliche Namens-Chiffre mit Brillanten")
- Medaille voor Verdienste, Aanhankelijkheid en Trouw (Duits:"Medaille für Verdienst, Anhänglichkeit und Treue")
- De IJzeren Oorlogsmunt voor het Jaar 1813 (Duits: "Eiserne Kriegsmünze für 1813")
- De IJzeren Oorlogsmunt voor het Jaar 1814 (Duits: "Eiserne Kriegsmünze für 1814")
- De IJzeren Oorlogsmunt voor het Jaar 1813 en 1815 (Duits: "Eiserne Kriegsmünze für 1813, 1815")
- De IJzeren Oorlogsmunt voor het Jaar 1814 en 1815 (Duits:"Eiserne Kriegsmünze für 1814, 1815")
- De IJzeren Oorlogsmunt voor het Jaar 1813, 1814 en 1815 (Duits:"Eiserne Kriegsmünze für 1813, 1814, 1815")
- De Onderscheiding voor 25 Dienstjaren als Officier 1847 (Duits: "Dienstauszeichnung-Kreuz für 25 Dienstjahre der Offiziere")
- De Onderscheiding voor 21 Dienstjaren (Duits: "Dienstauszeichnung Ier Klasse für 21 Dienstjahre")
- De Onderscheiding voor 15 Dienstjaren (Duits: "Dienstauszeichnung IIer Klasse für 15 Dienstjahre")
- De Onderscheiding voor 9 Dienstjaren (Duits: "Dienstauszeichnung IIIer Klasse für 9 Dienstjahre")

Deze onderscheidingen hebben de vorm van gespen op een klein stukje lint, in het Duits een "Schnalle" geheten. De gespen hebben het monogram van de regerende hertog, een "H" of een "L".
Anhalt-Dessau-Köthen
- De Gouden Medaille voor Kunst en Wetenschap 1854 - 1869 (Duits:"Goldene Medaille für Verdienst um Kunst und Wissenschaft ")
- De Zilveren Medaille voor Kunst en Wetenschap 1854 - 1869 (Duits: "Silberne Medaille für Verdienst um Kunst und Wissenschaft")

Saksen-Wiessenfeld
Johann Georg van Saksen-Wiessenfeld uit de Albertinische linie van het huis Wettin stichtte de "Ordre de la Noble Passion" met statuten in het Frans en in het Duits. Het motto was "J’aime L’ honneur, qui vient par la vertu" oftewel "Ik houd van de eer die uit de deugd voortkomt". De orde eiste een onberispelijke levenswandel en een adellijke geboorte. Het hertogdom werd na het uitsterven van het vorstenhuis verdeeld onder, onder andere, Saksen en Saksen-Anhalt-Zerbst.
Anhalt-Zerbst

geen onderscheidingen
Anhalt-Plötzkau

geen onderscheidingen
Anhalt-Köthen-Plötzkau

geen onderscheidingen

## De gezamenlijke Orde van de drie hertogen van Anhalt
In 1836 werd door de drie hertogen van Anhalt; Hendrik van Anhalt-Köthen, Leopold IV Frederik van Anhalt-Dessau en Alexander Karel van Anhalt-Bernburg een gezamenlijke Huisorde gesticht.
- De Huisorde van Albrecht de Beer 1836

## De Orden en onderscheidingen van het verenigde hertogdom Anhalt
- De Huisorde van Albrecht de Beer 1836
- De Orde van Verdienste voor Wetenschap en Kunst (Anhalt) 1875 (Duits: "Verdienstorden für Wissenschaft und Kunst")

- Het Herinneringsteken voor 50 Jaar Trouwe Dienst 1864 - 1918 (Duits: "Denkzeichen für 50jährige Diensttreue")
- Het Ereteken voor Leden van de Brandweerkorpsen 1888 - 1918 (Duits: "Ehrenzeichen für Mitglieder der Feuerwehren")
- Het Ereteken in Goud voor 50 jaar Trouwe Dienst voor Leden van de Brandweerkorpsen (Duits: "Ehrenzeichen für Mitglieder der Feuerwehren in Gold für 50jährige treue Dienste")
- De Regeringsmedaille 1896 1896 (Duits: "Goldene Regierungsjubiläums-medaille 1896")
- Het Herinneringsteken van de Hertogin-Weduwe Friederike zu Anhalt-Bernburg 1901 (Duits: "Erinnerungszeichen der Herzogin-Witwe Friederike zu Anhalt-Bernburg")
- Het Gouden Kruis voor Langdurige Trouwe Dienst als Dienstbode 1894 - 1918 (Duits: "Goldenes Kreuz für langjährige Dienstreue weiblicher Dienstboten")

De kruisen bestaan in goud (dat wil zeggen verguld zilver) voor 40 jaren dienst en in zilver voor 25 jaar dienst.
- Het Ereteken "voor Trouw in de Arbeid" 1895 - 1918 (Duits: "Ehrenzeichen "Für Treue in der Arbeit"")
- Het Ereteken voor Vroedvrouwen met 30 jaren beroepservaring 1906 - 1918 (Duits: "Ehrenzeichen für Hebammen für 30 Berufsjahre")

- Het Frederikskruis 1914 - 1918 (Duits:" Friedrich Kreuz")
- Het Maria Kruis voor Oorlogsverdienste voor Vrouwen en Maagden (Duits: Marien-Kreuz, Kriegsverdienstkreuz füf Frauen und Jungfrauen")
- De Onderscheiding Ie Klasse voor 21 Dienstjaren 1870 - 1913 (Duits: "Dienstauszeichnung Ier Klasse für 21 Dienstjahre")

Deze onderscheidingen hebben de vorm van gespen op een klein stukje lint, in het Duits een "Schnalle" geheten.
- De Onderscheiding IIe Klasse voor 15 Dienstjaren 1870 - 1913 (Duits: "Dienstauszeichnung IIer Klasse für 15 Dienstjahre")
- De Onderscheiding IIIe Klasse voor 9 Dienstjaren 1870 - 1913 (Duits: "Dienstauszeichnung IIIer Klasse für 9 Dienstjahre")
- De Onderscheiding Ie Klasse voor 20 Dienstjaren in de Gendarmerie 1869 - 1913 (Duits: "Dienstauszeichnung Ier Klasse für 20 Dienstjahre in der Gendarmerie")
- De Onderscheiding IIe Klasse voor 12 Dienstjaren in de Gendarmerie 1869 - 1913(Duits: "Dienstauszeichnung IIer Klasse für 12 Dienstjahre in der Gendarmerie")
- Het Kruis voor 15 Dienstjaren 1914 - 1918 (Duits: "Dienstauszeichnung Ier Klasse für 20 Dienstjahre")
- De Medaille voor 12 Dienstjaren (Duits: "Dienstauszeichnung IIer Klasse für 20 Dienstjahre")
- De Medaille voor 9 Dienstjaren (Duits: "Dienstauszeichnung IIIer Klasse für 20 Dienstjahre")

## De onderscheidingen van de vrijstaat Anhalt
De vrijstaat stelde diverse medailles in maar kende geen orden.
- De Reddingsmedaille 1925 - 1933 (Duits:"Rettungsmedaille")
- De Herinneringsmedaille voor Redding uit Gevaar 1925 - 1931 (Duits:"Erinnerungsmedaille für Rettung aus Gefahr")
- Het Brandweerherdenkingsteken voor 50 en 40 jaar Trouwe Dienst 1926 - 1937 (Duits:"Erinnerungsmedaille für 50 und 40jährige treue Dienstzeit")")
- Het Brandweer-Herinneringsteken voor 25 Jaar Dienst 1926 - 1937 (Duits:"Feuerwehr-Erinnerungszeichen für 25 jahre")
- Het Herinneringsteken van de Arbeidsdienst 1932 (Duits:"Arbeitsdienst-Erinnerungszeichen")

## Sachsen-Anhalt als deelstaat van de Bondsrepubliek Duitsland
De deelstaat heeft in 2000 een medaille "Erespeld van de Minister-President" ingesteld maar kent, anders dan de andere deelstaten, geen orde van verdienste.

## De Huisorde van het huis Anhalt
Na de troonsafstand van de laatste Hertog in 1918 hebben de Askaniërs, titulair Hertogen van Anhalt een van de oude orden als Huisorde aangehouden:
- De Huisorde van Albrecht de Beer 1836